# Château-l’Hermitage
Château-l’Hermitage – miejscowość i gmina we Francji, w regionie Kraj Loary, w departamencie Sarthe.
Według danych na rok 1990 gminę zamieszkiwało 106 osób, a gęstość zaludnienia wynosiła 11 osób/km² (wśród 1504 gmin Kraju Loary Château-l’Hermitage plasuje się na 1111. miejscu pod względem liczby ludności, natomiast pod względem powierzchni na miejscu 1020.).